# Шикаох
Шикахох — село в Сюникской области Республики Армения.
Расположено в 12 км к юго-востоку от Капана, на склоне одной из восточных ветвей Мегринского хребта, на высоте 980 метров над уровнем моря.История

## История
Входило в состав Зангезурского уезда Елизаветпольской губернии Российской империи  под названием Шихауз. В советские годы входил в состав Зангезурской области Армянской ССР, а с 1930 года — Горисской области. С 1995 года входит в состав Сюникской области Республики Армения.

## Население
По результатам переписи населения РА 2011 года, постоянное население Шикаоха составляло 229 человек, нынешнее — 194 человека. Село было заселено армянами с момента основания, население менялось с течением времени:
| Год           | 1831 | 1873 | 1897 | 1926 | 1939 | 1959 | 1970 | 1979 | 1989 | 2001 | 2011 |
| Число жителей | 254  | 362  | 703  | 909  | 870  | 516  | 475  | 329  | 262  | 272  | 229  |

## Хозяйство
Население занимается животноводством, выращиванием зерновых и кормовых культур.

## Историко-культурные сооружения
В этом районе сохранились средневековые деревни Бердкар и Сломанный Крест, гробницы XVII-XVIII вв., мост XIX века, гробницы VII-VI вв. до н. э., святилище «Храванд», а с западной стороны — руины крепости.